# CRN
CRN – miesięcznik (wcześniej dwutygodnik) biznesowy poświęcony IT i nowym technologiom. Ukazuje się od 1998 roku.
CRN rozpowszechniany jest w bezpłatnej prenumeracie dostępnej dla decydentów firm z branży IT.
Od lipca 2020 roku wydawcą magazynu CRN Polska i portalu CRN.pl jest spółka Peristeri.